# Nieczajna
Nieczajna (pol. hist. Nieczajno) – średniej wielkości wieś sołecka w Polsce położona w województwie wielkopolskim, w powiecie obornickim, w gminie Oborniki.

## Historia
Wieś związana była pierwotnie z Wielkopolską. Ma metrykę średniowieczną i istnieje co najmniej od drugiej połowy XIII wieku. Wymieniona została w łacińskim dokumencie z 1284 jako "Neczayno", 1362 "Nierzayna", 1386 "Neczayna", 1393 "o Neczano", 1406 "Neczaynø", 1421 "Necayna", 1423 "Neczaj", 1423 (wg kopii z lat 1488-1492) "Nyeczayna", 1448 "Czayna", 1448 "Nyecząna, Myeczayna", 1470 "Nyeaczayna", 1470 "Nyeczayno", 1470 "Nyeczayna", 1474 "Nieczaina".
Miejscowość została założona na prawie polskim i była początkowo własnością książęcą, a później szlachecką, należącą do Sobockich - lokalnego rodu wielkopolskiego, który od nazwy wsi Sobota przyjął odmiejscowe nazwisko, a który później od nazwy wsi Nieczajna nosił także nazwisko Nieczajeńskich. W 1445 wieś leżała w powiecie poznańskim Korony Królestwa Polskiego. W 1508 odnotowana została w parafii Objezierze.
W 1284 książę wielkopolski, późniejszy Król Polski, Przemysł II w nagrodę za wierną służbę nadał wojewodzie krakowskiemu Żegocie wsie Nieczajna, niezidentyfikowane przez historyków Wierzbiczany oraz Lulin, uwalniając je od powinności prawa polskiego i nadając im immunitety ekonomiczne i sądowe.
W latach 1386-1394 dziedzicem Nieczajny był kasztelan starogrodzki Mikołaj z Bytynia. W 1386 wraz z żoną oraz synami był w sporze sądowym z Niemierzą i Dziersławem synami zmarłego Niemierzy z Żydowa o rozgraniczenie wsi Rozwarowo i Nieczajny. W 1389 został on także pozwany przez Jurę z Chojnicy o 5 grzywien. W 1393 żona Mikołaja Katarzyna toczyła z Jurą spór sądowy o Nieczajnę. W 1393 toczyła ona także spór sądowy z Mikołajem Żydowskim o kopce graniczne pomiędzy Nieczajną, a Rozwarowem. Mikołaj dowodził przed sądem ziemskim, że usypał je już 3 lata temu i do tej pory nikt go z tego powodu nie nagabywał. W 1394 kasztelanowa starogrodzka Katarzyna toczyła kolejny spór sądowy z Wojciechem o to, że nabył on 105 grzywien na Nieczajnie, mimo że Katarzyna ma zapisane na tej wsi wiano. Sąd ogłosił, że Katarzyna może dochodzić sądownie prawa do 100 grzywien wiana po śmierci swojego męża.
W połowie XV wieku wieś stała się majętnością Sobockich wywodzących się ze wsi Sobota. W 1436 woźny sądowy zapowiedział Sobotę i Nieczajnę jako dziedziny Dobrogosta Sobockiego, a w tym lasy, bory, gaje, zarośla,, drogi oraz wszystkie inne pożytki.
Miejscowość odnotowano również w historycznych rejestrach poborowych dzięki czemu zachował się obraz gospodarczy miejscowości z XV-XVI wieku. W 1504 włodarz zeznał, że w Nieczajnie jest 2,5 łana osiadłego oraz 3,5 łana opuszczonego, z których kmiecie płacili dziesięcinę po dwie ćwiertnie pszenicy, dwie ćwiertnie żyta, dwie ćwiertnie owsa oraz po 6 groszy. We wsi były także łany, z których dziesięcinę płacono dla plebanii w Objezierzu, dla kanonika Roszkowskiego oraz dla kościoła św. Wojciecha koło Poznania. W 1508 miał miejsce pobór od 10 łanów, oraz 6 groszy od karczmy. W 1535 pobrano podatki od jednego łana opuszczonego. W 1563 miał miejsce pobór od 16 łanów oraz karczmy dorocznej. W 1577 pobór zapłaciła Anna Sobocka. W 1580 podatki od majętności we wsi zapłacił Andrzej Sobocki od 3 łanów, 4 zagrodników, 1/8 łana karczmarskiego.
Źródła historyczne odnotowały również zwykłych mieszkańców wsi. W 1421 wspomniano sołtyskę z Nieczajny. W 1476 pracownik Michał sołtys z Nieczajny pozwał Tomasza Jezierskiego z Oborowa o konie wartości 5 grzywien, a sąd nakazał Jezierskiemu zwrot koni w ciągu 8 tygodni. XIV wieczne zapisy sądowe odnotowały w 1386 Piotra kmiecia z Nieczajny, który był w sporze z Mścigniewem z Niemieczkowa o konie wartości 16 grzywien. W 1443 wspomniany został Wojciech Przekulicz oraz jego bracia, kmiecie z Nieczajny. W latach 1468-1470 pracownik Klemens z Nieczajny oraz jego żona szlachcianka Małgorzata z Wielżyna, która skwitowała swego brata Włosta czyli Włodzimierza z Wielżyna z części należnych jej po ojcu i matce w Wielżynie.
Wieś szlachecka Nieczaina położona była w 1580 roku w powiecie poznańskim województwa poznańskiego w Rzeczypospolitej Obojga Narodów. Wskutek II rozbioru Polski w 1793, miejscowość przeszła pod władanie Prus i jak cała Wielkopolska znalazła się w zaborze pruskim.
W latach 1954–1972 wieś należała i była siedzibą władz gromady Nieczajna. W latach 1975–1998 miejscowość administracyjnie należała do województwa poznańskiego.